# Vladislav Gorbunov
Vladislav Gorbunov, né le 7 décembre 1991, est un coureur cycliste kazakh, ancien membre de l'équipe Astana Continental de 2012à 2013.

## Biographie
Auteur d'une belle performance sur le Tour du Portugal en 2013 qu'il achève en douzième position avec le maillot de meilleur jeune, il est contrôlé positif à la Methylhexanamine, substance interdite par l'Agence mondiale antidopage. Il est suspendu 18 mois, jusqu'au 1er mars 2015.

## Palmarès
- 2010
  - 3e du championnat du Kazakhstan sur route
- 2013
  - 2e de la Coppa San Sabino
  -  Médaillé de bronze du championnat d'Asie sur route espoirs

## Classements mondiaux
| Année         | 2010 | 2011 | 2012 | 2013 |
| ------------- | ---- | ---- | ---- | ---- |
| UCI Asia Tour | 77e  |      | 228e | 94e  |